# John Farnham
Pour les articles homonymes, voir Farnham.
John Farnham, ou Johnny Farnham au début de sa carrière (1967-1979), est un chanteur et acteur britannico-australien, né le 1er juillet 1949 à Dagenham en Angleterre.
Il est notamment connu pour sa chanson You're the Voice (en) en 1986.

## Filmographie
- 1974 : It's Magic
- 1976 : Me & Mr Thorne (téléfilm) : Bobby Fletcher
- 1977 : Bobby Dazzler (série télévisée) : Bobby Farrell
- 1983 : Abra Cadabra : Abra Cadabra (voix)
- 1984 : Bullamakanka : policier

## Distinctions
- Australian of the Year en 1987
- ARIA Hall of Fame en 2003